# A Very British Coup
A Very British Coup ist ein Song von Jah Wobble, an dem zahlreiche Künstler beteiligt waren.

## Hintergründe
Der Song ist als Protestsingle gegen die damalige politische Lage zum Brexit im Vereinigten Königreich gedacht gewesen.
Wobble konnte für die Aufnahmen unter anderem seine ehemaligen Bandkollegen Keith Levene und Richard Dudanski (von seiner Zeit bei Public Image Limited) und Pop-Group Leadsänger Mark Stewart gewinnen.
A Very British Coup ist auch die letzte offizielle Veröffentlichung, an der Keith Levene vor seinem Tod mitgewirkt hat.

## Veröffentlichung & Versionen
2019 veröffentlichte Cadiz Music in Großbritannien die 12"-Single auf orangefarbenem Vinyl und in limitierter Auflage auf gelbem Vinyl mit folgender Titelliste:
1. A Very British Coup – 6:11
2. A Very British Coup (Radio Edit) – 4:06
3. A Very British Coup (Dogma) – 4:28
2020 erschien die Single unter 80 Proof Records in Kanada und den USA auf CD mit folgender Titelliste:
1. A Very British Coup – 6:11
2. A Very British Coup (Radio Edit) – 4:06
3. A Very British Coup (Dogma) – 4:28
4. A Very British Coup (Youth Dub) – 6:01

## Besetzung
Besetzung, Komponisten und Produzenten des Songs
- Jah Wobble – Bass, Komponist
- Keith Levene – Gitarre
- Youth – Bass, Keyboards, Produzent, Komponist
- Richard Dudanski – Schlagzeug, Komponist
- Mark Stewart – Gesang, Komponist
- Charlie Wardle – Harfe, Komponist
- Andrew Weatherall – Loops, Komponist
- Nina Walsh – Loops
- Michael Rendall – Toningenieur